# برنت ریورا

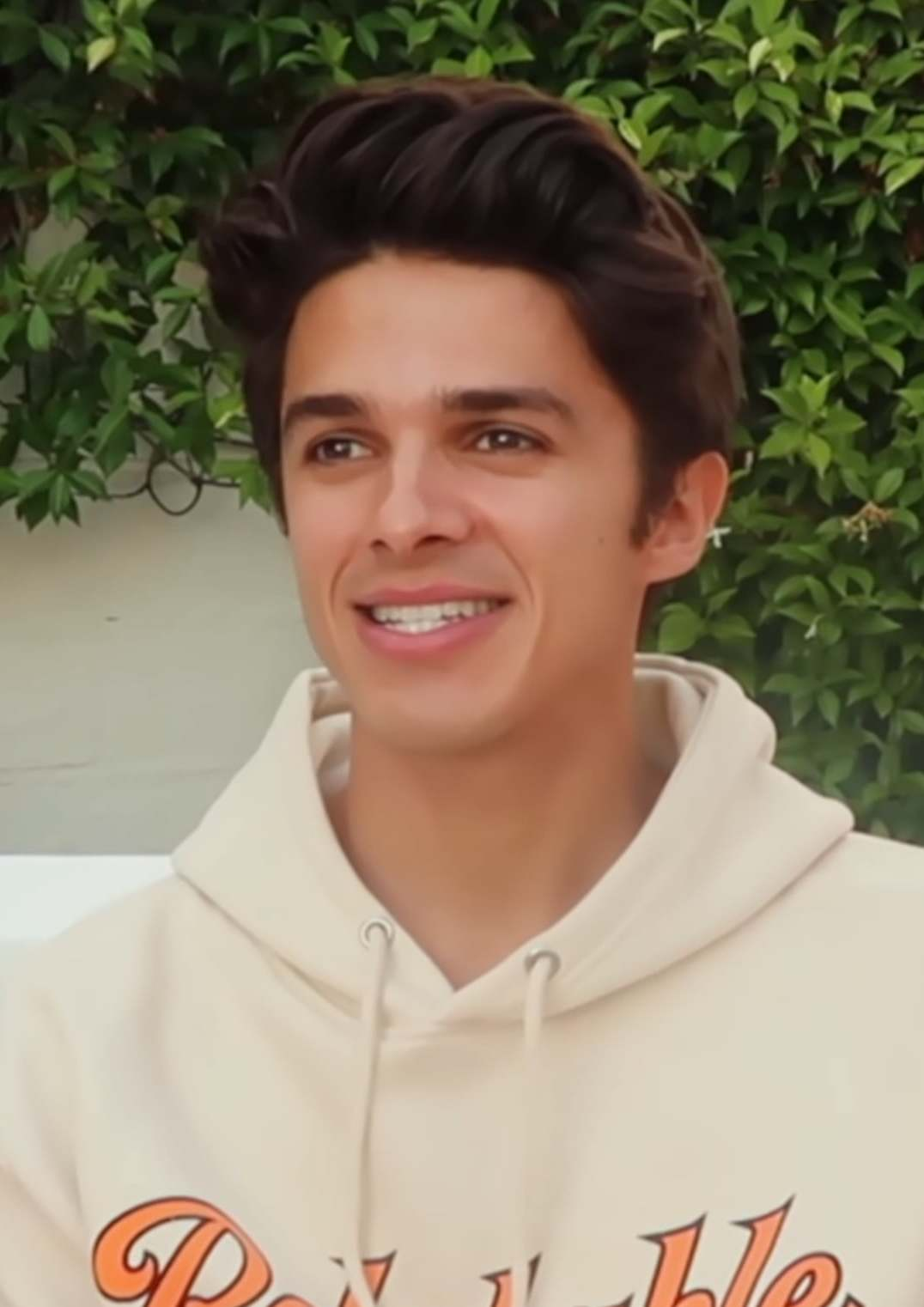
برنت ریورا، کمدین و ستاره تیک تاک

برنت آستین ریورا (به انگلیسی: Brent Austin Rivera؛ زاده ۹ ژانویه ۱۹۹۸) یوتیوبر، بازیگر و شخصیت مشهور شبکه‌های مجازی است.
او بیش از 15 میلیون سابسکرایبر در یوتیوب دارد.
وی نقش الکساندر در Alexander IRL و آیزاک را در Light as a Feather بازی کرده‌است.
برنت ریورا یکی از بنیان‌گذاران و مدیرعامل‌اجرایی یک گروه استعدادیابی به نام ای‌ام‌پی استودیو(ampstudios) است.
تعداد فالور های او در اینستاگرام به بیش از 20
میلیون رسیده;همچنین وی یکی از شناخته ترین افراد در تیک تاک با بیش از 37 میلیون دنبال کننده میباشد

## آغاز زندگی
برنت آستین ریورا، در ۹ ژانویه ۱۹۹۸ در هانتینگتون بیچ متولد شد.
او دو برادر بزرگ‌تر با نام‌های بلیک و برایس و یک خواهر کوچکتر به نام لکسی دارد.
نام فامیلی ریورا، یک نام لاتین است.
مادر او، لورا ماری پاترنستر، آموزگار است.

## فیلم‌شناسی
| سال          | عنوان                         | نقش           | شبکه          | توضیحات         | Ref.   |
| ------------ | ----------------------------- | ------------- | ------------- | --------------- | ------ |
| 2017         | Alexander IRL                 | Alexander     | YouTube Red   | Also producer   | [ ۸ ]  |
| 2018         | Brobot                        | Gil           | Brat          | 5 قسمت          | [ ۹ ]  |
| 2018–present | Light as a Feather            | Issac Salcedo | هولو          | نقش اصلی; 2 فصل | [ ۱۰ ] |
| 2019         | Brent Rivera's Dream Vacation | خودش          | AwesomenessTV | 7 قسمت          | [ ۱۱ ] |

## جوایز
| سال  | جایزه              | رده                  | نتیجه    | Ref.   |
| ---- | ------------------ | -------------------- | -------- | ------ |
| 2019 | Teen Choice Awards | Choice Male Web Star | نامزدشده | [ ۱۲ ] |
| 2019 | Streamy Awards     | Best in Lifestyle    | نامزدشده | [ ۱۳ ] |